# PFK Simurq Zaqatala
Der Peşəkar Futbol Klubu Simurq Zaqatala war ein aserbaidschanischer Fußballverein aus Zaqatala. Der Verein spielte zuletzt in der höchsten Spielklasse Aserbaidschans, der Premyer Liqası. Die Vereinsfarben waren schwarz-weiß. Der Name „Simurq“ (siehe Simurgh) bezog sich auf die persische Entsprechung des Phönix.

## Allgemeines
Der Verein wurde 2005 gegründet. Die Heimstätte des Vereins war das Zaqatala City Stadion (dt.: Stadion der Stadt Zaqatala). Das Logo bestand aus einem Kreis mit einem Adler in der Mitte, der einen Fußball in seinen Krallen hält. Oben, unten und auf den Seiten standen der Klubname bzw. das Gründungsjahr des Vereins. 2015 zog sich Zaqatala wegen finanziellen Problemen nach Ende der Saison am 21. Juni 2015 zurück und löste sich kurz danach auf.

## Trainer
- Sergei Nikolajewitsch Juran (2011–2012)

## Europapokalbilanz
| Saison  | Wettbewerb         | Runde                  | Gegner              | Gesamt | Hin     | Rück    |
| ------- | ------------------ | ---------------------- | ------------------- | ------ | ------- | ------- |
| 2009/10 | UEFA Europa League | 1. Qualifikationsrunde | Bne Jehuda Tel Aviv | 0:4    | 0:1 (H) | 0:3 (A) |

Gesamtbilanz: 2 Spiele, 2 Niederlagen, 0:4 Tore (Tordifferenz −4)